# (1127) Mimi
(1127) Mimi – planetoida z pasa głównego asteroid okrążająca Słońce w ciągu 4 lat i 66 dni w średniej odległości 2,59 au. Została odkryta 13 stycznia 1929 w Observatoire Royal de Belgique w Uccle przez Sylvaina Arenda. Nazwa planetoidy pochodzi od zdrobnienia imienia żony astronoma Eugène’a Delporte. Nazwy planetoid (1127) Mimi oraz (1145) Robelmonte zostały zamienione przez pomyłkę. Przed nadaniem nazwy planetoida nosiła oznaczenie tymczasowe (1127) 1929 AJ.